# Młodzieżowe Drużynowe Mistrzostwa Polski na Żużlu 1987
Młodzieżowe Drużynowe Mistrzostwa Polski 1987 – zawody żużlowe, mające na celu wyłonienie medalistów młodzieżowych drużynowych mistrzostw Polski w sezonie 1987. Rozegrano eliminacje w czterech grupach oraz finał.

## Finał
- Gorzów Wielkopolski, 12 sierpnia 1987
- Sędzia: Irena Nadolna

| Msc |                                                                                     | Drużyna / Zawodnik                              | Biegi                    | Punkty |
| --- | ----------------------------------------------------------------------------------- | ----------------------------------------------- | ------------------------ | ------ |
| 1   |                                                                                     | Falubaz Zielona Góra                            | Falubaz Zielona Góra     | 31     |
| 1   | Jarosław Szymkowiak Zbigniew Błażejczak Marek Molka Sławomir Dudek Jan Połubiński   | (1,3,3,1) (2,2,1,2) (2,1,2,2) (2,1,3,3) ns      | 8 7 9 –                  |        |
| 2   |                                                                                     | Stal Gorzów Wielkopolski                        | Stal Gorzów Wielkopolski | 23 +3  |
| 2   | Cezary Owiżyc Piotr Świst Piotr Pilarczyk Piotr Paluch Robert Grześkowiak           | (3,3,2,2) (3,3,3,3) (0,–,–,–) (0,2,2,1) (d,0,0) | 10 12 +3 0 5 0           |        |
| 3   |                                                                                     | Polonia Bydgoszcz                               | Polonia Bydgoszcz        | 23 +2  |
| 3   | Ryszard Dołomisiewicz Piotr Glücklich Waldemar Cisoń Jacek Woźniak Andrzej Pietrzak | (3,2,3,3) (1,2,2,1) (2,3,1,3) (0,d,u,–) (1)     | 11 +2 6 9 0 1            |        |
| 4   |                                                                                     | Motor Lublin                                    | Motor Lublin             | 11     |
| 4   | Dariusz Śledź Marek Iwaniec Jerzy Mordel Piotr Włodarczyk Piotr Więckowski          | (3,1,1,0) (1,1,0,0) (1,0,1,0) (0,0,0,–) (2)     | 5 2 0 2                  |        |